# Caprella bispinosa
Caprella bispinosa is een vlokreeftensoort uit de familie van de Caprellidae. De wetenschappelijke naam van de soort werd in 1903 voor het eerst geldig gepubliceerd door Paul Mayer.